# Parabrisas

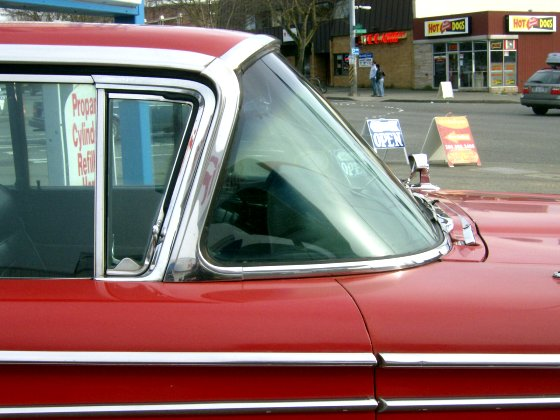
Vidrio panorámico en el frontal del vehículo.

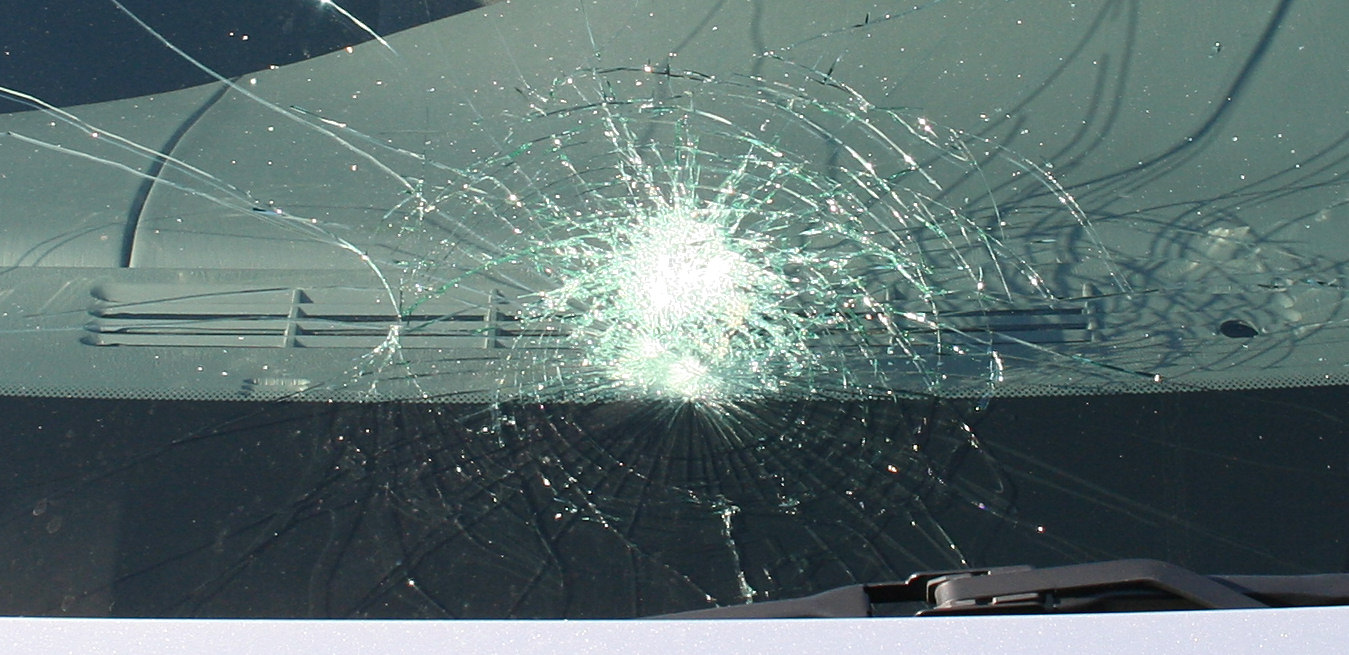
Parabrisas estallado en forma de telaraña.

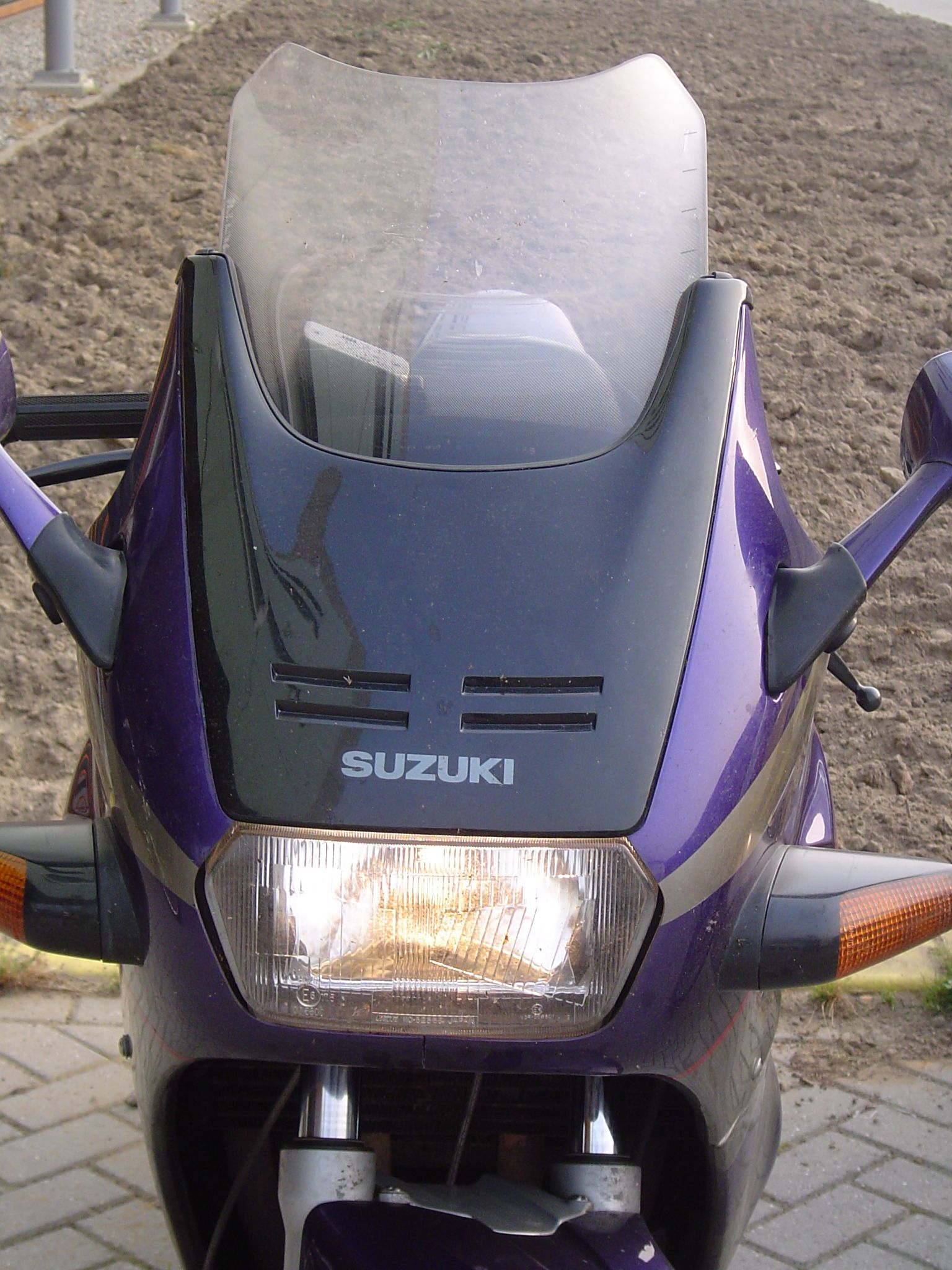
Imagen frontal de motocicleta deportiva donde se aprecia el parabrisas

Los términos parabrisas, luna, luneta y vidrio frontal son denominaciones de la superficie transparente (generalmente de cristal o  vidrio) que se utiliza en automoción para permitir la visibilidad, obtener aerodinámica y proteger a los ocupantes de los elementos (viento, lluvia, polvo, insectos, etcétera). Aunque durante muchos años se fabricaron de vidrio templado, los actuales parabrisas de vidrio laminado, que constan de dos hojas de vidrio con una capa de policarbonato laminado de seguridad entre ellas, y que en el momento del impacto estallan sin desprender partículas peligrosas para los ocupantes del vehículo, dan una mayor garantía de seguridad. Los parabrisas de las motocicletas suelen ser de plástico acrílico resistente a impactos. Similares características tienen las superficies semejantes de cualquier vehículo (ferrocarril, barco, avión y otros).

## Historia
Aunque el químico francés Édouard Bénédictus (1878-1930) había inventado el vidrio laminado en 1903, no lo patentaría hasta 1909. En 1911, estableció la Société du Verre Triplex, empresa dedicada a la fabricación de vidrio para reducir las lesiones causadas por accidentes de tráfico. En 1912, The English Triplex Safety Glass Company obtuvo la licencia para su fabricación, y poco después Libbey Owens-Ford y Du Pont de Nemours también obtuvieron las licencias para producir Triplex en Estados Unidos.
Por otra parte, en Inglaterra, en 1905, John Crewe Woody había patentado el vidrio laminado con una membrana de celuloide, para uso como parabrisas.
Sin embargo, no sería hasta 1927, cuando los químicos canadienses Howard W. Matheson y Frederick W. Skirrow inventaron el butiral de polivinilo, con el que se superaron los fallos existentes de los inventos anteriores.
En 1930, la Road Traffic Act of 1930 de Reino Unido obligó a todo vehículo a tener instalado "safety glass".

## Certificaciones de seguridad

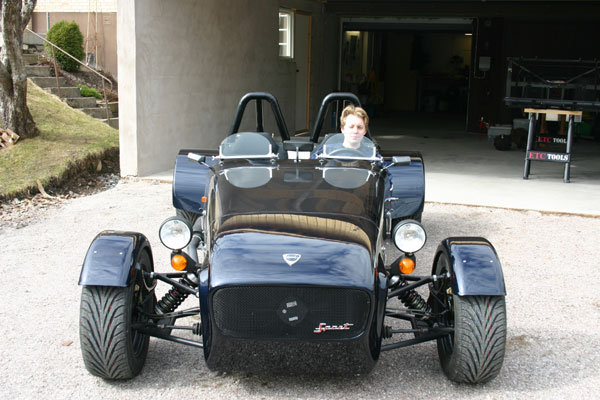
Parabrisas "Brookland" en un Dala 7.

La seguridad es el aspecto más importante de un automóvil. En lo que respecta a los parabrisas de los automóviles, el gobierno mundial ha definido estándares de seguridad a través de leyes de vehículos motorizados para garantizar la seguridad de los consumidores. Los automóviles vendidos en EE. UU. Deben cumplir con la certificación DOT, ya que en Europa todos los automóviles necesitan la certificación ECE para todos los tipos de vidrios de seguridad utilizados. Las certificaciones de seguridad garantizan la calidad del producto, la confiabilidad y la seguridad de los usuarios de automóviles.

## Reparación de daños por astillas de piedra y grietas
Según la Asociación Nacional de Reparación de Parabrisas de EE. UU., muchos tipos de daños causados por piedras se pueden reparar con éxito. La posibilidad de reparación del parabrisas siempre depende de cuatro factores: tamaño, tipo, profundidad y ubicación del daño.

### Tamaño y profundidad
Se permite la reparación de grietas de hasta 6,1 cm (2,4 pulgadas) de longitud; el vidrio del automóvil con daños más graves debe ser reemplazado. Sin embargo, esto depende de las leyes locales. Si una grieta llega hasta el borde del panel, esto puede comprometer la integridad estructural del parabrisas. Los parabrisas de aviones están diseñados de tal manera que, incluso si una grieta atraviesa todo el panel, la integridad estructural se mantiene gracias a varios métodos confiables tanto en el marco como en las capas de vidrio. La capa exterior de sacrificio, que se agrieta en lugar de romperse, es la primera defensa contra fallos.

### Tipo
Los "ojos de buey" redondos, grietas lineales, astillas, abolladuras, hendiduras y fracturas en forma de estrella se pueden reparar sin retirar el vidrio, eliminando el riesgo de filtraciones o problemas de fijación que a veces surgen al reemplazarlo.

### Ubicación
Algunos daños son muy difíciles de reparar o no pueden repararse en absoluto:
- en el lado interior del parabrisas
- daños profundos en ambas capas de vidrio debido a la absorción solar u oxidación
- daño en el sensor de lluvia o la antena de radio interna
- grietas múltiples complejas
- grietas muy largas (más de 45-60 cm o 18-24 pulgadas de longitud)
- grietas contaminadas
- grietas en el borde

Al reparar un parabrisas agrietado, el aire se extrae del área dañada del parabrisas mediante una bomba de vacío especial de alta presión. Luego, se inyecta una resina adhesiva transparente para reemplazar el aire en la grieta del parabrisas usando una bomba de alta presión. Luego, la resina se cura con radiación ultravioleta. Si se realiza correctamente, se recupera la resistencia del área dañada y la transparencia en un 90-95%.